# Lenka (film)
Lenka je český televizní film režiséra Rudolfa Tesáčka z roku 1982, z produkce brněnského studia Československé televize.

## Děj
Hlavní hrdinkou je osmnáctiletá studentka Lenka, která v dětství ztratila oba rodiče a žije se svým výrazně starším bratrem Vojtou a jeho ženou Norou. Lenka je na bratra silně citově vázána a obdivuje ho nejen pro jeho umělecké nadání. Nejraději tráví volný čas s ním a nestýká se příliš s vrstevníky. Nora s Vojtou nemohou mít děti a Lenka jim svým způsobem nahrazuje dceru. Vše se změní, když se manželé rozhodnou pro adopci tříletého Toníka a Lence o svém záměru nic neřeknou. Její reakce je bouřlivá, odmítavá. Cítí, že její postavení v rodině se mění a tato změna se odrazí i v jejím chování.  Začne se více stýkat s vyspělejší kamarádkou Evou, navštěvovat diskotéky, pozdní příchody domů jsou stále častější. Více času věnuje i kamarádovi Petrovi a je stále jasnější, že vztah dlouho pouhým kamarádstvím nezůstane. Eva i Petr Lence pomáhají v pátrání, jak je to vlastně s Nořinou neschopností mít dítě. Dozvídají se, že příčinou je potrat, který Nora před několika lety podstoupila. Eva utvrzuje Lenku v názoru, že jediným možným důvodem, že si mladá žena nechala vzít dítě, musela být nevěra… Toto poznání ještě více vyostří Lenčin nepřátelský postoj, avšak můžeme sledovat, že s malým Toníkem se přece jen poněkud sblížila. Stupňující se napětí mezi oběma ženami skončí ostrou hádkou, ve které Lenka obviní Noru z nevěry. Ta je zděšena, netušila, že Lenka o jejím potratu ví. Vysvětlí jí, že důvodem byl byt, který byl příliš malý pro čtyřčlennou rodinu. Lenka poznává svůj omyl, ví, že oběť, kterou pro ni její vychovatelé podstoupili, byla obrovská. Toto poznání uklidní rozjitřené vztahy a jsme svědky šťastného konce.

## Obsazení
| Miroslava Součková | Lenka             |
| Jan Vlasák         | Vojta, její bratr |
| Zdena Herfortová   | Nora, jeho žena   |
| Antonín Steskal    | Toník             |
| Rostislav Marek    | Petr              |
| Jana Hlaváčková    | Petrova matka     |
| Zora Muchová       | Eva               |